# Actaea carcharias
Actaea carcharias es una especie de crustáceo decápodo de la familia Xanthidae.

## Hábitat y características
Habita en los arrecifes de la costa noreste de Queensland y de la costa oeste de Australia Occidental, en Australia. Mide alrededor de 22 mm.